# Estadio Enrique Soler
El Estadio Enrique Soler es un estadio de fútbol de Paraguay que se encuentra ubicado en la ciudad de Capiatá. En este escenario, que cuenta con capacidad para 5000 personas, hace las veces de anfitrión el equipo de fútbol del Club General Martín Ledesma.